# Termo (matemática)
Na Matemática, um termo é uma expressão que pode ser tomada separadamente numa equação, série ou em outra expressão..

## Etimologia
A palavra term vem do latim terminus, "término, limite", da raiz protoindo-europeia *ter-, "poste, limite".

## Definição
Na matemática elementar, um termo é um número ou variável, ou o produto de vários números ou variáveis separados pelos sinais + e - numa expressão. Por exemplo, em:
3 + 4x + 5yzw
3, 4x, e 5yzw são os termos da expressão.
Um termo independente ou constante é um termo em que não há variáveis. Por exemplo, na expressão acima, o único termo independente é 3.

### Termos semelhantes
Dois ou mais termos são ditos semelhantes quando possuem suas partes literais idênticas, isto é, mesmas variáveis com os mesmos graus.
Por exemplo, os termos 8xyz2 e −5xyz2 são considerados termos semelhantes, porque têm as mesmas variáveis, nos mesmos graus, ao passo que 3abc e 3ghi não são termos semelhantes, pois têm variáveis distintas. Todos os termos independentes são semelhantes.

### Polinômios
Quando se trata de polinômios, termo é usado em referência a um monômio com um coeficiente; organizar um polinômio por termos semelhantes é a operação de tornar o polinômio uma combinação linear de monômios distintos. 

### Outros usos
Uma série é comumente representada como a soma de uma sequência de termos. 
No uso geral, "termo" também pode significar cada um dos fatores de uma expressão ou operação matemática qualquer, como na expressão "termo muliplicativo", usada para referir cada parcela da multiplicação.
O termo, na Lógica, tem um significado específico.